# 大阪府道160号四條畷停車場線
大阪府道160号四条畷停車場線（おおさかふどう160ごう しじょうなわてていしゃじょうせん）は、大阪府大東市から四條畷市に至る一般府道である。

## 概要
大東市学園町から四條畷市中野新町に至る。

### 路線データ
- 起点：大阪府大東市学園町（JR西日本片町線 四条畷駅前）
- 終点：大阪府四條畷市中野新町（西中野交差点、国道163号・国道170号交点）

## 路線状況

### 重複区間
- 大阪府道162号大東四條畷線（四條畷市楠公2丁目 - 四条畷市楠公1丁目）

## 地理

### 通過する自治体
- 大阪府
  - 大東市 - 四條畷市

### 交差する道路
| 交差する道路                           | 交差する場所 | 交差する場所        |
| -------------------------------------- | ------------ | ------------------- |
| 大阪府道162号大東四條畷線 重複区間起点 | 楠公2丁目    |                     |
| 大阪府道162号大東四條畷線 重複区間終点 | 楠公1丁目    |                     |
| 国道163号 国道170号                    | 中野新町     | 西中野交差点 / 終点 |

### 交差する鉄道
- 片町線

### 周辺情報
- JR西日本片町線 四条畷駅
- 四條畷学園短期大学
- 四條畷学園小学校・中学校・高等学校
- 楠木正行墓（小楠公御墓所）
- 大阪府立四條畷高等学校